# Dawid Tkacz
Dawid Tkacz (Łęczna, 25 gennaio 2005) è un calciatore polacco, centrocampista dello Stal Mielec in prestito dal Widzew Łódź.

## Carriera

### Club
Cresciuto nel settore giovanile del Górnik Łęczna, ha firmato il suo primo contratto professionistico con questo club il 21 aprile 2021 ed ha debuttato in prima squadra il 30 luglio seguente nell'incontro di Ekstraklasa (la prima divisione polacca) perso 3-1 contro lo Zagłębie Lubin. L'anno successivo con la retrocessione del club in seconda divisione ha iniziato a giocare con maggior frequenza ed il 5 settembre ha segnato il suo primo gol nella partita persa 3-2 contro il ŁKS.
Il 13 giugno 2023 è stato ceduto a titolo definitivo al Widzew Łódź, altro club di prima divisione, con cui ha sotto scritto un contratto della durata di tre anni; il 20 giugno 2024 è stato ceduto in prestito allo Stal Mielec, sempre nella prima divisione polacca.

### Nazionale
Ha giocato con le nazionali giovanili polacche Under-17, Under-18 ed Under-19.

## Statistiche

### Presenze e reti nei club
Statistiche aggiornate al 26 aprile 2025.
| Stagione             | Squadra              | Campionato           | Campionato | Campionato | Coppe nazionali | Coppe nazionali | Coppe nazionali | Coppe continentali | Coppe continentali | Coppe continentali | Altre coppe | Altre coppe | Altre coppe | Totale | Totale |
| Stagione             | Squadra              | Comp                 | Pres       | Reti       | Comp            | Pres            | Reti            | Comp               | Pres               | Reti               | Comp        | Pres        | Reti        | Pres   | Reti   |
| -------------------- | -------------------- | -------------------- | ---------- | ---------- | --------------- | --------------- | --------------- | ------------------ | ------------------ | ------------------ | ----------- | ----------- | ----------- | ------ | ------ |
| 2021-2022            | Górnik Łęczna        | EK                   | 2          | 0          | CP              | 1               | 0               | -                  | -                  | -                  | -           | -           | -           | 3      | 0      |
| 2022-2023            | Górnik Łęczna        | 1L                   | 30         | 5          | CP              | 5               | 0               | -                  | -                  | -                  | -           | -           | -           | 35     | 5      |
| Totale Gornik Łęczna | Totale Gornik Łęczna | Totale Gornik Łęczna | 32         | 5          |                 | 6               | 0               |                    | -                  | -                  |             | -           | -           | 38     | 5      |
| 2023-2024            | Widzew Łódź          | EK                   | 20         | 0          | CP              | 3               | 0               | -                  | -                  | -                  | -           | -           | -           | 23     | 0      |
| 2024-2025            | Stal Mielec          | EK                   | 17         | 0          | CP              | 1               | 0               | -                  | -                  | -                  | -           | -           | -           | 18     | 0      |
| Totale carriera      | Totale carriera      | Totale carriera      | 69         | 5          |                 | 10              | 0               |                    | -                  | -                  |             | -           | -           | 79     | 5      |